# Рейманн, Теодор
Теодор Рейманн (словац. Theodor Reimann; 10 февраля 1921 — 30 августа 1982) — чехословацкий футболист словацко-немецкого происхождения, игравший на позиции вратаря

## Карьера игрока

### Клубная
Один год провёл в составе любительского клуба «Спарта» из Поважской-Бистрицы, затем выступал в братиславском «Словане» (как в Словацкой республике, так и в послевоенной Чехословакии). Карьеру завершил в 1954 году.

### В сборной
В сборной Словацкой республики сыграл целых 14 матчей, за Чехословакию всего 5. Тем не менее, был включён в состав сборной на чемпионате мира 1954 года, где сыграл одну игру.

## Карьера тренера
После окончания карьеры игрока около 16 лет не работал в крупных клубах, в 1970 году возглавил «Жилину», в которой проработал три года. Ещё позднее был тренером команды ТТС.